# Vallo della Lucania
Vallo della Lucania là một đô thị (comune) thuộc tỉnh Salerno trong vùng Campania của Ý. Vallo della Lucania có diện tích 25 km2, dân số là 8866 người (thời điểm ngày 1 tháng 12 năm 2009).